# A4 arkitektkontor

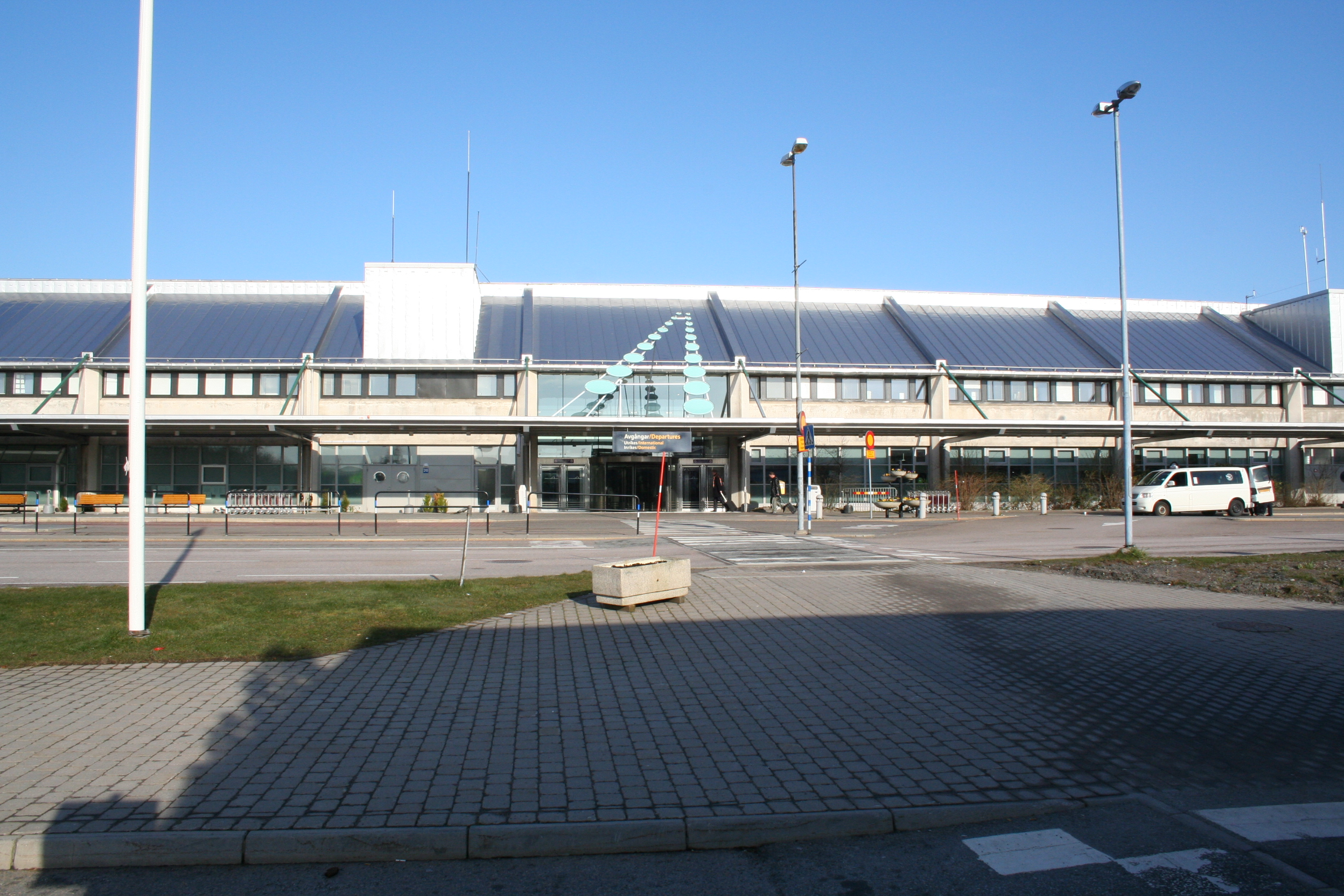
Landvetter flygplats

A4 var ett svenskt arkitektkontor som grundades 1957. Kontoret ägdes av Tage Hertzell, Lennart Lundström, John Sjöström och Ragnar Uppman. År 1978 gick A4 samman med ELLT och bildade Coordinator arkitekter.

## Verk i urval
- Omega radhus, Vällingby, Stockholm, 1958
- Tingshuset i Visby, 1962
- Umeå universitet, 1964
- Sturups flygplats, Svedala kommun, 1968–1972
- Garnisonen, Stockholm, 1965–1972
- Landvetter flygplats, Härryda kommun, 1972–1977